# Unione Calcio Sampdoria 1956-1957
Questa voce raccoglie le informazioni riguardanti l'Unione Calcio Sampdoria nelle competizioni ufficiali della stagione 1956-1957.

## Rosa
| N. |                    | Ruolo | Calciatore           |
| -- | ------------------ | ----- | -------------------- |
|    | Italia (bandiera)  | P     | Ezio Bardelli        |
|    | Italia (bandiera)  | P     | Ugo Rosin            |
|    | Italia (bandiera)  | D     | Gaudenzio Bernasconi |
|    | Italia (bandiera)  | D     | Giuseppe Farina      |
|    | Italia (bandiera)  | D     | Romano Agostinelli   |
|    | Italia (bandiera)  | D     | Pietro Podestà       |
|    | Austria (bandiera) | C     | Ernst Ocwirk         |
|    | Italia (bandiera)  | C     | Renato Martini       |
|    | Italia (bandiera)  | C     | Azeglio Vicini       |
|    | Italia (bandiera)  | C     | Paolo Marocchi       |
|    | Italia (bandiera)  | C     | Piero Ribechini      |

| N. |                        | Ruolo | Calciatore         |
| -- | ---------------------- | ----- | ------------------ |
|    | Italia (bandiera)      | A     | Oliviero Conti     |
|    | Italia (bandiera)      | A     | Mario Tortul       |
|    | Italia (bandiera)      | A     | Marcello Agnoletto |
|    | Inghilterra (bandiera) | A     | Eddie Firmani      |
|    | Italia (bandiera)      | A     | Alfredo Arrigoni   |
|    | Italia (bandiera)      | A     | Pierluigi Ronzon   |
|    | Italia (bandiera)      | A     | Franco Mori        |
|    | Italia (bandiera)      | A     | Emiliano Giordano  |
|    | Italia (bandiera)      | A     | Giuseppe Recagno   |
|    | Italia (bandiera)      | A     | Innocente Meroi    |

## Risultati

### Serie A

#### Girone di andata
| 16 settembre 1956 1ª giornata | Padova | 2 – 6 | Sampdoria |  |

| 23 settembre 1956 2ª giornata | Sampdoria | 1 – 0 | Torino |  |

| 30 settembre 1956 3ª giornata | SPAL | 0 – 3 | Sampdoria |  |

| 7 ottobre 1956 4ª giornata | Juventus | 1 – 1 | Sampdoria |  |

| 14 ottobre 1956 5ª giornata | Sampdoria | 2 – 2 | Fiorentina |  |

| 21 ottobre 1956 6ª giornata | Triestina | 1 – 1 | Sampdoria |  |

| 28 ottobre 1956 7ª giornata | Sampdoria | 3 – 2 | Genoa |  |

| 18 novembre 1956 8ª giornata | Lanerossi Vicenza | 3 – 2 | Sampdoria |  |

| 25 novembre 1956 9ª giornata | Sampdoria | 2 – 2 | Atalanta |  |

| 2 dicembre 1956 10ª giornata | Sampdoria | 0 – 1 | Lazio |  |

| 16 dicembre 1956 11ª giornata | Roma | 5 – 1 | Sampdoria |  |

| 23 dicembre 1956 12ª giornata | Sampdoria | 3 – 2 | Milan |  |

| 30 dicembre 1956 13ª giornata | Sampdoria | 1 – 1 | Bologna |  |

| 6 gennaio 1957 14ª giornata | Napoli | 2 – 0 | Sampdoria |  |

| 13 gennaio 1957 15ª giornata | Palermo | 1 – 1 | Sampdoria |  |

| 20 gennaio 1957 16ª giornata | Sampdoria | 3 – 0 | Udinese |  |

| 27 gennaio 1957 17ª giornata | Sampdoria | 2 – 2 | Inter |  |

#### Girone di ritorno
| 3 febbraio 1957 18ª giornata | Sampdoria | 2 – 0 | Padova |  |

| 10 febbraio 1957 19ª giornata | Torino | 0 – 0 | Sampdoria |  |

| 17 febbraio 1957 20ª giornata | Sampdoria | 0 – 3 | SPAL |  |

| 24 febbraio 1957 21ª giornata | Sampdoria | 2 – 1 | Juventus |  |

| 3 marzo 1957 22ª giornata | Fiorentina | 3 – 0 | Sampdoria |  |

| 10 marzo 1957 23ª giornata | Sampdoria | 1 – 1 | Triestina |  |

| 17 marzo 1957 24ª giornata | Genoa | 1 – 1 | Sampdoria |  |

| 24 marzo 1957 25ª giornata | Sampdoria | 5 – 0 | Lanerossi Vicenza |  |

| 31 marzo 1957 26ª giornata | Atalanta | 3 – 3 | Sampdoria |  |

| 7 aprile 1957 27ª giornata | Lazio | 2 – 1 | Sampdoria |  |

| 14 aprile 1957 28ª giornata | Sampdoria | 1 – 0 | Roma |  |

| 28 aprile 1957 29ª giornata | Milan | 2 – 1 | Sampdoria |  |

| 5 maggio 1957 30ª giornata | Bologna | 4 – 2 | Sampdoria |  |

| 19 maggio 1957 31ª giornata | Sampdoria | 1 – 0 | Napoli |  |

| 2 giugno 1957 32ª giornata | Sampdoria | 6 – 0 | Palermo |  |

| 9 giugno 1957 33ª giornata | Udinese | 3 – 0 | Sampdoria |  |

| 16 giugno 1957 34ª giornata | Inter | 6 – 1 | Sampdoria |  |

## Statistiche

### Statistiche di squadra
| Competizione | Punti | In casa | In casa | In casa | In casa | In casa | In casa | In trasferta | In trasferta | In trasferta | In trasferta | In trasferta | In trasferta | Totale | Totale | Totale | Totale | Totale | Totale | DR |
| Competizione | Punti | G       | V       | N       | P       | Gf      | Gs      | G            | V            | N            | P            | Gf           | Gs           | G      | V      | N      | P      | Gf     | Gs     | DR |
| ------------ | ----- | ------- | ------- | ------- | ------- | ------- | ------- | ------------ | ------------ | ------------ | ------------ | ------------ | ------------ | ------ | ------ | ------ | ------ | ------ | ------ | -- |
| Serie A      | 35    | 17      | 10      | 5       | 2       | 35      | 17      | 17           | 2            | 6            | 9            | 24           | 39           | 34     | 12     | 11     | 11     | 59     | 56     | +3 |

### Statistiche dei giocatori
| Giocatore      | Serie A  | Serie A |
| Giocatore      | Presenze | Reti    |
| -------------- | -------- | ------- |
| M. Agnoletto   | 25       | 1       |
| R. Agostinelli | 31       | 0       |
| A. Arrigoni    | 13       | 3       |
| E. Bardelli    | 30       | -48     |
| G. Bernasconi  | 34       | 0       |
| O. Conti       | 26       | 10      |
| G. Farina      | 34       | 0       |
| E. Firmani     | 21       | 12      |
| E. Giordano    | 3        | 1       |
| P. Marocchi    | 7        | 0       |
| R. Martini     | 31       | 0       |
| I. Meroi       | 2        | 1       |
| F. Mori        | 9        | 1       |
| E. Ocwirk      | 34       | 12      |
| P. Podestà     | 2        | 0       |
| G. Recagno     | 2        | 0       |
| P. Ronzon      | 12       | 5       |
| U. Rosin       | 4        | -8      |
| M. Tortul      | 25       | 8       |
| A. Vicini      | 29       | 3       |